# Tarasowe (obwód wołyński)
Tarasowe (ukr. Тарасове) – wieś na Ukrainie, w obwodzie wołyńskim, w rejonie łuckim.
Miejscowość powstała w 1980 roku.